# آدریانو مارتینز
آدریانو مارتینز (انگلیسی: Adriano Martins؛ زادهٔ ۱۲ ژوئن ۱۹۸۲) ورزشکار هنرهای رزمی ترکیبی و جودوکار اهل برزیل است.